# راندي د. جونسون
راندي د. جونسون (بالإنجليزية: Randy J. Johnson)‏ هو سياسي أمريكي، ولد في 15 ديسمبر 1959 في نامبا في الولايات المتحدة. حزبياً، نشط في الحزب الجمهوري. وقد انتخب عضو مجلس نواب فلوريدا.